# Wei (affluent de la Xiang)
Pour les articles homonymes, voir Wei.
La rivière Wei ou rivière Weishui (chinois simplifié : 沩水河 ; chinois traditionnel : 溈水河 ; pinyin : Wéishuǐ Hé) commence dans le canton de Weishan, a une longueur de 117,2 km et possède un bassin versant de 2 125 km2. C'est la plus grande rivière de la ville de Ningxiang et l'un des plus grands affluents de la rivière Xiang.
Les principaux affluents de la rivière Wei incluent la rivière Huangjuan (黄涓水), la rivière Duan (塅溪), la rivière Mei (梅溪), la rivière Tiechong (铁冲河), la rivière Yutang (玉堂水), la rivière Chu et la rivière Wu. La rivière traverse des endroits tels que la bourg de Huangcai, la bourg de Hengshi, la bourg de Shuangfupu, la bourg de Dachengqiao, la bourg de Batang, la bourg de Huilongpu, le canton de Baimaqiao, la bourg de Yutan, le canton de Lijingpu et la bourg de Shuangjiangkou, et se jette dans la rivière Xiang dans le district de Wangcheng,.